# Ángel Niño Quesada
Ángel Niño Quesada   (Villablino, 1984) és un polític i consultor espanyol, regidor de l'Ajuntament de Madrid des de 2019.
Nascut el 1984 a Villablino, una localitat de la província de Lleó, va estudiar al IES Valle de Laciana de la localitat; Niño, que va rebre una mitjà-beca a l'institut, va decidir fer la carrera d'Enginyer Tècnic en Informàtica de Gestió, traslladant-se a Madrid amb 18 anys. Llicenciat també en Administració i Direcció d'Empreses, va treballar com a consultor, amb especialització en big data. Coordinador d'organització del Comitè Territorial de Ciutadans-Partit de la Ciutadania (Cs) a Madrid, va ser inclòs al número 5 de la llista del partit per a les eleccions municipals de 2019 a Madrid i al número 20 de la llista per a les eleccions al Parlament Europeu de 2019 a Espanya, celebrades ambdues el 26 de maig de 2019.
Electe com a regidor de l'Ajuntament de Madrid, després de la investidura de José Luis Martínez-Almeida el 15 de juny de 2019 amb el suport dels regidors de PP, Cs i Vox, Niño va ser nomenat regidor-president del districte de Ciudad Lineal. Tot just dues setmanes més tard, al juliol de 2019, va assumir també l'àrea delegada d'«Emprenedoria, Ocupació i Innovació», dependent de l'Àrea de Govern d'«Economia, Innovació i Ocupació», dirigida per Miguel Ángel Redondo.